# Chondrus crispus
Il carragheen o crondo crispo (Chondrus crispus Stackhouse, 1797) è un'alga rossa che cresce nelle acque temperate di entrambe le coste atlantiche.

## Descrizione

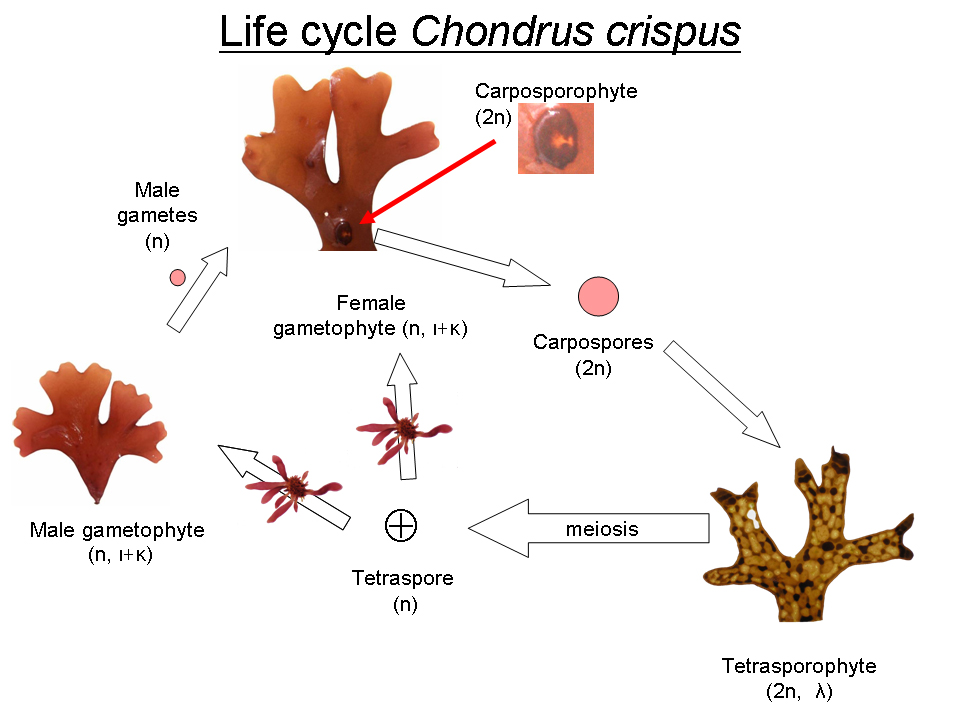
Il ciclo di vita del Chondrus crispus. È indicato se lo stadio è aploide o diploide e il tipo di carragenina presente.

È una alga piccola a cespuglio, con ramificazioni fitte di colore violetto rossiccio che arrivano a 15–30 cm di lunghezza, ricoprendo le rocce vicino alla costa dove l'acqua è più bassa.

## Diffusione

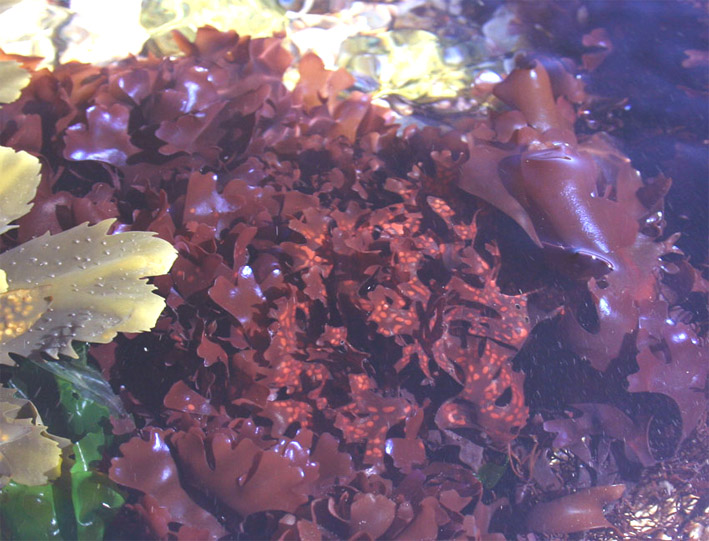
Un Chondrus Crispus

Il Chondrus crispus è molto diffuso lungo le coste dell'Irlanda e della Gran Bretagna, ma si trova anche sulle coste dell'Islanda, delle isole Fær Øer, sulle coste occidentali del Mar Baltico e della Spagna. Si trova anche sulle coste atlantiche del Canada e degli Stati Uniti, mentre la distribuzione al di fuori dell'Atlantico deve essere ancora verificata.

## Utilizzi
Come l'agar-agar è stato usato per le proprietà addensanti, ma produce una gelatina più soffice di quella ottenuta dall'agar-agar e si usa per legare zuppe, stufati, salse e anche come addensante e stabilizzante sia alimentare (gelati) che per utilizzi cosmetici. Per questi utilizzi è indicato come E407 o E407b.
Tra i consumatori è anche conosciuta come muschio d'Irlanda o lichene. Le sue fronde sono raccolte a mano verso la fine dell'estate evitando di staccare la base della pianta ancorata al fondo, per consentirle di ricrescere nuovamente; vengono prima lavate in acqua salata per ripulirle dalla sabbia e poi lasciate seccare al sole ed al vento per circa dieci giorni, durante i quali si scolorano diventando di un bianco argenteo.
Come la dulse, il Carragheen prima della cottura necessita di un'accurata pulizia per eliminare eventuali pezzi di conchiglia trattenuti.
Quest'alga ha un alto contenuto di amidi, polisaccaridi che le conferiscono il potere addensante; tali amidi sono noti col nome di carragenine.
La carraghenina, dal punto di vista terapeutico sembra essere utile nella cura di disturbi come la dissenteria, le infezioni delle vie urinarie e le infezioni polmonari croniche; una densa bevanda a base di crondo crispo, limone e un dolcificante naturale veniva usata come Tonico del sistema respiratorio. Si narra che durante la seconda guerra mondiale quando le popolazioni delle isole che si affacciano sul Canale della Manica, essendo a corto di cibo, ne consumavano abbondanti quantità, si era verificata una diminuzione della frequenza dei raffreddori e delle infezioni bronchiali.
La carraghenina ha inoltre proprietà depurative e detossinanti, in particolare a livello del colon. L'alga esplica questa funzione depurativa meccanica per trascinamento grazie alla formazione di una massa gelatinosa. Allo stesso tempo i carraghenani (i gel formati dalla carraghenina) hanno proprietà chelanti, così come gli alginati della alghe brune. Tramite la chelazione i carraghenani sono in grado di eliminare dall'organismo residui chimici, metalli pesanti e sostanze radioattive.
Il Carragheen è ricco di minerali, soprattutto iodio ed è una buona riserva di vitamina C; diversamente dall'agar-agar non viene lavorato, per cui in proporzione se ne deve usare una maggior quantità. La preparazione richiede dapprima un ammollo breve in acqua e poi una buona cottura per addensarsi; se la cottura è breve si può consumare come una qualsiasi verdura di terra.